# علی غیزان مجید
علی غیزان مجید (انگلیسی: Ali Ghaidan Majid؛ زادهٔ ۱۹۵۰) نظامی اهل عراق است، که هم‌اکنون به‌عنوان فرمانده نیروی زمینی عراق فعالیت می‌کند.